# Nauru Phosphate Royalties Trust
Der Nauru Phosphate Royalties Trust (NPRT) (Nauruische Phosphatgewinnverwaltung) ist eine nauruische Gesellschaft, welche 1968 gegründet wurde, um den großen Gewinn des Phosphatabbaus auf Nauru zu verwalten. Der Eigentümer der NPRT ist die nauruische Regierung. Vorsitzender des NPRT war von 2004 bis 2007 Fabian Ribauw (36), Mitglied des nauruischen Parlaments. Im Dezember 2007 übernahm der neue Staatspräsident Marcus Stephen das für den NPRT zuständige Ministerium.

## Geschichte
Zukünftige Generationen in Nauru sollten vom Geld des NPRT leben können, aber es wurden Millionen wegen Fehlinvestitionen, Korruption, Spekulation an der Tokioter Börse und finanzieller Inkompetenz verloren. Der NPRT investierte das Geld aus dem Phosphatverkauf vorwiegend in ausländische Immobilien, wie in einige Hotels in Hawaii, Australien und im ganzen Pazifik. Diese Hotels sind heute jedoch heruntergekommen und praktisch wertlos.
Laut der nauruischen Verfassung musste der NPRT einen bestimmten Anteil der Erlöse aus den Phosphatverkäufen, dem Hauptdevisenbringer des Landes, in einen Fonds zur Renaturierung des Inselinnern bezahlen. Eigentlich sollten – ohne die zusätzlichen australischen Entschädigungszahlungen – mehr als 230 Millionen US-Dollar dafür zur Verfügung stehen; doch auch dieses Geld ging wie jenes für die zukünftigen Generationen verloren.
Der NPRT ist seit der Unabhängigkeit 1968 die einzige Institution, welche Bargeld an die Nauruer ausbezahlt – wenn die Auszahlung überhaupt geschieht; das meiste Geld verbrauchte die jeweils amtierende Regierung selber für ihre teuren Luxusgüter. Auch heute ist die Bevölkerung komplett von den Auszahlungen des NPRT abhängig, um sich die grundlegendsten Notwendigkeiten wie Nahrung zu besorgen.
Bis 1991 gab der NPRT rund 800 Millionen US-Dollar für Immobilien in Australien, den USA und Großbritannien, für eine nationale Schifffahrtslinie (NPL), eine nationale Fluggesellschaft (Air Nauru) und das Nauru House in Melbourne aus. Heute wird der Wert dieser Institutionen auf unter 130 Millionen US-Dollar geschätzt. 1994 ergab eine interne Untersuchung, dass etwa 8,5 Millionen US$ wegen Fehlinvestitionen und Korruption verloren wurden.
Das Geld wurde auch verbraucht, um Nahrungsmittel aus den USA in Konserven zu importieren. Ein weiteres Beispiel ist die Finanzierung des Musicals Leonardo: A Portrait of Love im Jahre 1995. Duke Minks, ein australischer Geschäftsunternehmer, überredete die Regierung, 2,9 Millionen A$ für sein Musical über Leonardo da Vinci in London zu sponsern. Nach vier Wochen wurde das Stück abgesetzt. Zuvor hatten einige Frauen den Abflug einer Regierungsdelegation zur Premiere beim Flughafen durch einen Sitzstreik behindert.
1997 musste der NPRT nach zwei verlorenen Prozessen bei einem Melbourner Gericht im Streit um ein altes Hospital 26 Millionen A$ an einen australischen Immobilienbesitzer bezahlen. 2003 klagte der NPRT einen seiner ehemaligen Berater in London wegen Veruntreuung von 60 Millionen A$ an. Der Klage wurde jedoch nicht stattgegeben.
Während das Geld aus den Phosphatverkäufen verschleudert wurde, nahm der NPRT jährlich einige Hypotheken auf, u. a. bei General Electric. GE forderte 2004 nun 230 Millionen Dollar von Nauru; eine Forderung, die den NPRT und den ganzen Staat die Souveränität kosten könnte. Seit 2003 droht Nauru der Verlust der eingekauften Immobilien. Im September 2004 musste der NPRT das Nauru House in Melbourne verkaufen.
Siehe auch: Nauruische Phosphatgesellschaft, Wirtschaft von Nauru, Politik in Nauru, Portal:Nauru